# BM-30 Tornado
BM-30 "Smerch" (Tornado) ili 9A52 je sovjetski teški višecijevni raketni lansirni sustav. Sustav je dizajniran kako bi uništio ljudstvo, oklopna vozila u koncentriranim područjima, neprijateljsku tehniku, topništvo, zapovjedna područja i nanio veliku materijalnu štetu neprijatelju. Sustav je dizajniran ranih 1980-ih a u službu u Crvenu armiju je ušao 1989. godine. Na zapadu je označen kodom MRL 280mm M1983.

## Poveznice
|  | Zajednički poslužitelj ima još gradiva o temi BM-30 Smerch |